# 大摆渡口周宅
大摆渡口周宅是中国浙江省湖州市吴兴区的一座历史建筑，位于月河街道衣裳街历史文化街区红门馆前大摆渡口4号。
2003年1月20日，大摆渡口周宅公布为湖州市文物保护单位。